# Castello di Monti
Il castello di Monti è una fortezza di epoca medievale che si trova a Monti, frazione di Licciana Nardi, in provincia di Massa Carrara.
Il castello nacque probabilmente con funzione di sbarramento, in quanto sorge nel punto in cui si incrociavano la strada proveniente da Lucca e la strata Lizane che dall'Emilia proseguiva verso il fondo valle lunigianese.
Il castello ebbe, come tutto il borgo, una storia travagliata. La sua proprietà passò di mano diverse volte fino a che, nel 1638, la popolazione del borgo, stanca di questa situazione, decise autonomamente di porsi sotto la guida del Granducato di Toscana.

## Posizione
Il castello di Monti è situato sulla sponda destra del torrente Taverone, su una collina ai piedi della quale sorgeva l'antico insediamento di Venelia con la sua Pieve di Santa Maria di Venelia.
Il castello e la Pieve hanno avuto origine nel luogo dove si incrociavano la strada proveniente da Lucca, attraverso il passo di Tea, e la "strata Lizane" che collegava i territori d'oltre Appennino alla media Val di Magra.

## Funzione strategica
Il castello nasce, tra la fine dell'XI e l'inizio del XII secolo, come struttura militare degli Estensi i quali, vista la loro positiva situazione militare e politica nell'oltregiogo emiliano, miravano ad ottenere il controllo anche del versante lunigianese. Il castello infatti costituiva uno dei numerosi sbarramenti sulla strada che dall'Emilia giungeva al mare, ed anche su quella che dalla valle del Serchio, risalendo la Magra e, attraverso il passo del Brattello, rendeva possibile raggiungere i centri di Veleia (o Velleia) e Piacenza.

## Origine del nome

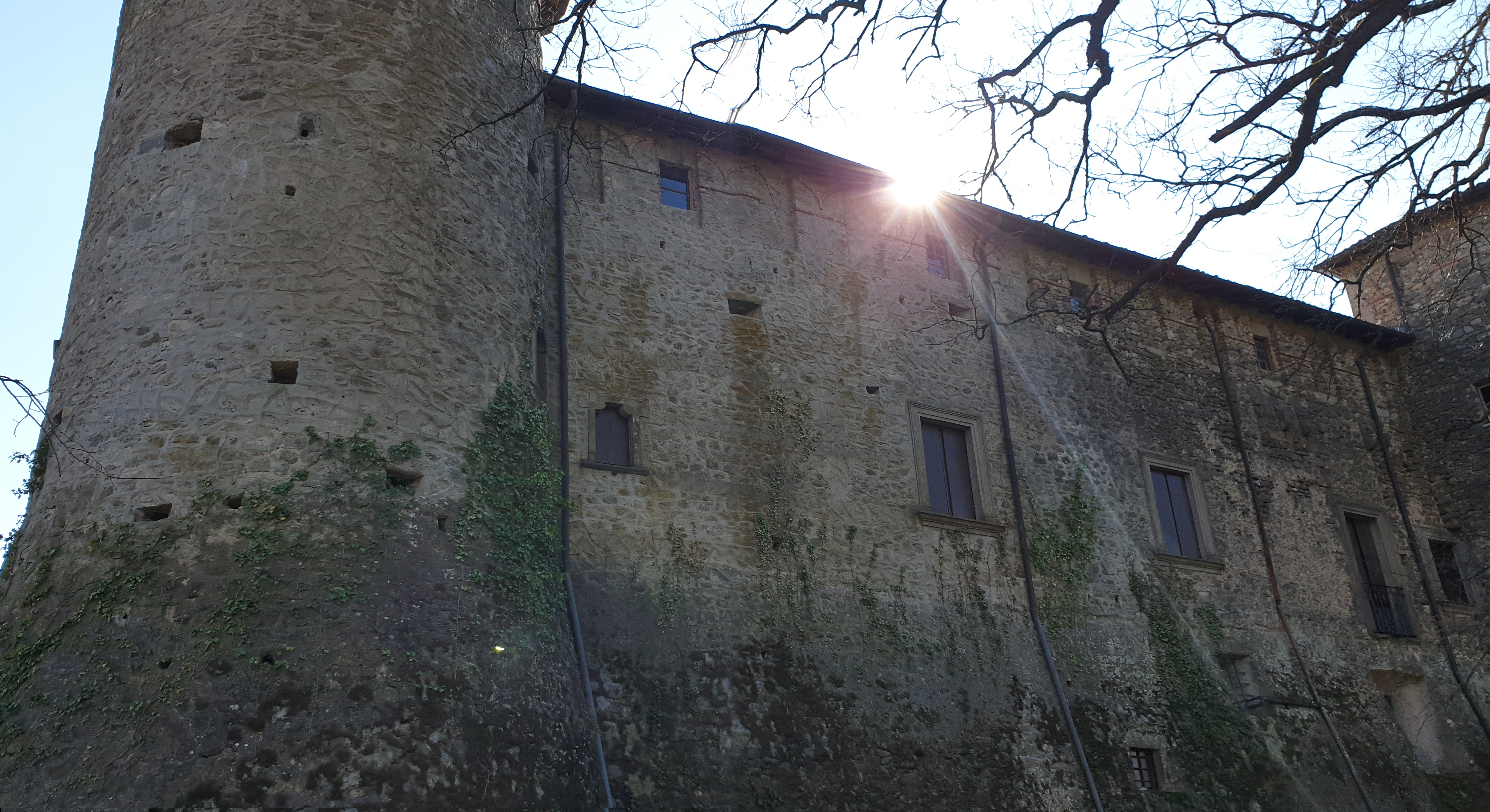
Una delle facciate del castello di Monti

La parola "Monti" non indica particolari altezze montuose; deriva invece da un'espressione medievale che si riferiva ad estese zone a pascolo.

## Storia
Il castello sorge, quasi certamente, sul sito dove precedentemente aveva sede un fortilizio estense dell'XI secolo. Tuttavia, l'esistenza del castello è documentata con certezza solo a partire dal 1275.
Per un lungo periodo dell'alto Medioevo questa zona, contenuta fra i torrenti Taverone e Civiglia, fu di proprietà dei Conti di Moregnano. In seguito Monti divenne proprietà della famiglia Malaspina di Villafranca nel 1355 la quale,  agli inizi del Quattrocento, formò un feudo indipendente comandato dai marchesi Simone e Nicola.
Nel 1449 il castello fu attaccato e conquistato dalla spedizione di Galeotto di Campofregoso e dei Genovesi e rimase per 14 anni sotto la signoria dei Campofregoso; al termine di questo periodo esso tornò di proprietà della famiglia Malaspina che intraprese opere di ampliamento e rafforzamento delle mura.
Da allora il castello fu di proprietà del ramo dello spino secco della famiglia Malaspina. Questa nobile famiglia discende dal ceppo degli Obertenghi che governò la Lunigiana e anche il marchesato di Massa Carrara.
Il feudo ebbe, fin dagli inizi del XII secolo, una storia molto travagliata fatta di divisioni e di passaggi da un marchesato all'altro: da quello di Olivola,  a quello di Monti, a quello di Lusuolo e soprattutto a quello di Villafranca. Esso entrò poi a far parte di una giurisdizione che comprendeva Licciana, Panicale (Licciana Nardi), Bastia, Terrarossa, Podenzana e Suvero ma questa situazione non ebbe lunga durata.
Nel 1524 Giovanni de' Medici (detto Giovanni delle Bande Nere), che si trovava in Lunigiana per addestrare le truppe arruolate in gran parte a Castiglione del Terziere, decise di espugnare il castello per mero allenamento facendo prigioniero il marchese Spinetta Malaspina. Il castello tornò in seguito in possesso dei Malaspina. Nel 1638, la popolazione, stanca del mal governo e con un feudo enormemente decurtato per successive divisioni, decise di porsi volontariamente sotto la guida del Granducato di Toscana.

## Struttura del castello
Nel 1920 il castello fu fortemente danneggiato dal terremoto della Garfagnana e della Lunigiana del 1920 e, quindi subì pesanti opere di restauro che lo trasformarono in signorile sede residenziale.
La pianta del castello è un rettangolo irregolare: a nord-ovest si trova una massiccia torre quadrata provvista di mensoloni in pietra su cui si reggeva l'apparato difensivo a sporgere mentre agli angoli del recinto si trovano torri circolari di diversa grandezza.
La torre più massiccia ospita la porta di accesso nella quale sono ancora visibili le feritoie per le armi e gli alloggiamenti per il ponte levatoio. A sovrastare e sorvegliare la porta d'ingresso si trova la guardiola di vigilanza. Il perimetro murario del castello era rifinito dalla merlatura ghibellina che è stata modificata per permettere al tetto di poggiarvi ma resta visibile.
Una sala interna accoglie un camino in pietra, mentre la biblioteca e la sala d'armi hanno subito danneggiamenti in seguito a incursioni con furti.

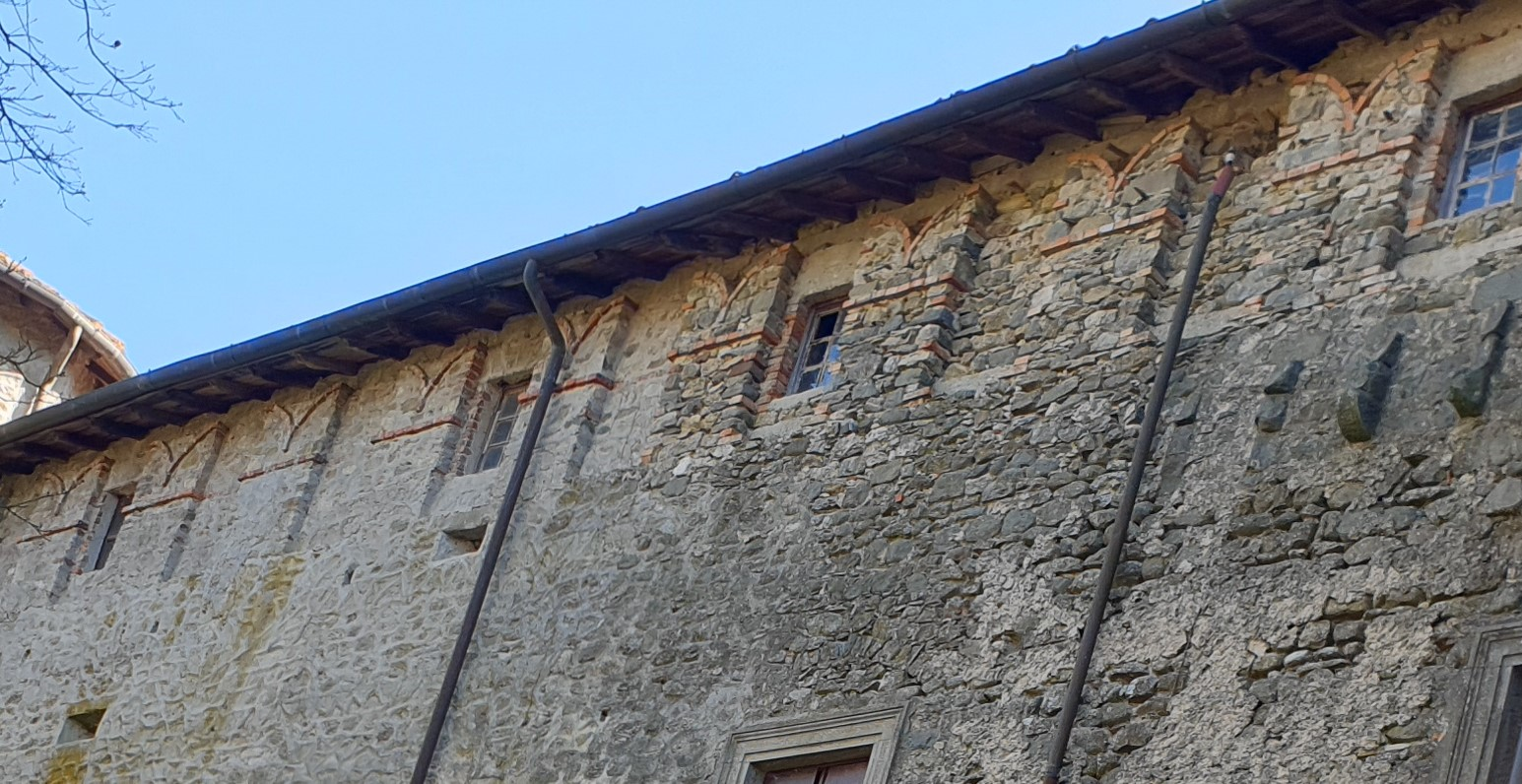
La merlatura ghibellina del castello di Monti

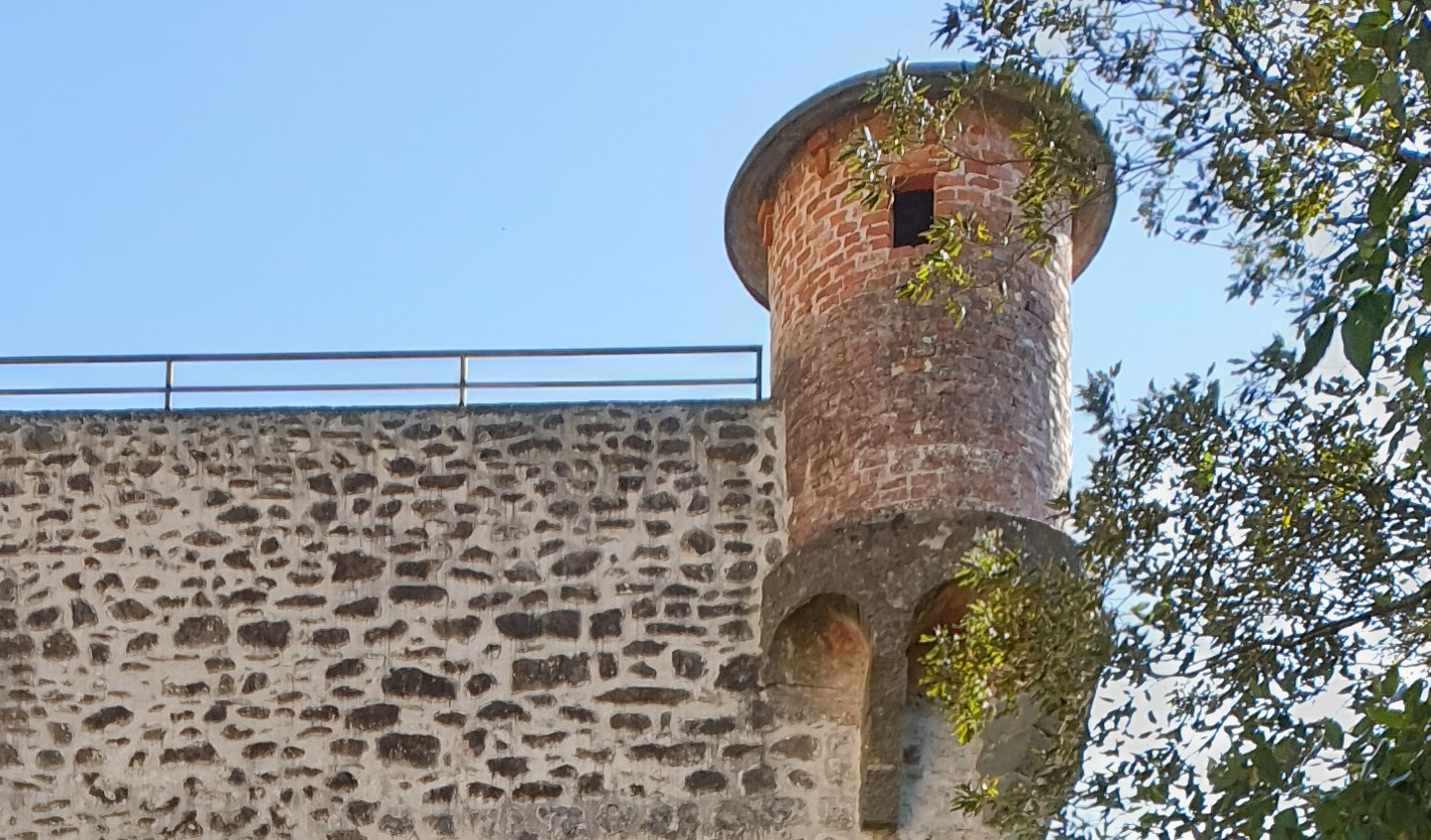
La guardiola di sorveglianza del castello di Monti

## Spazi esterni
Il castello è circondato da un bosco di lecci secolari; sul lato nord si trova un cortile che quasi sicuramente era la piazza d'armi, il quale era a sua volta protetto da mura di recinzione ormai scomparse. Per accedere al cortile vi sono dei gradini in pietra nelle immediate vicinanze della porta di ingresso.

## Stele di Venelia I
All'interno di una delle sale del castello è stata ospitata per decenni la stele Venelia I, di proprietà di Niccolò Malaspina. Essa è stata consegnata in deposito da Niccolò Malaspina al Museo delle statue stele lunigianesi.

## Testimonianze
Carlo Caselli, nel suo libro Lunigiana ignota racconta che durante il suo viaggio attraverso la Lunigiana, intrapreso nel 1930, fu ospite del marchese Torquato Malaspina. Giunto al castello notò come il grande salone, la biblioteca, la sala d'armi, la pinacoteca, le sale da gioco e ogni singolo ambiente avevano un fortissimo aspetto feudale; ebbe la sensazione che, in quel castello il tempo si fosse fermato alcuni secoli prima.
Carlo Caselli trascorse la notte in una camera seicentesca molto suggestiva e, al mattino si risvegliò con in testa le immagini di fantasmi. Infatti narrò che, non appena si addormentava, egli sentiva lo spirito del marchese Moroello Malaspina che gli gravitava attorno; inoltre vedeva le pesanti armature che si animavano e udiva la voce strozzata del marchese Spinetta nel momento in cui fu fatto prigioniero da Giovanni dalle Bande Nere.